# 辻本秀幸
辻本 秀幸（つじもと ひでゆき、1964年（昭和39年）2月26日 - ）は、日本の実業家。株式会社ヴァリューズの創業者であり、代表取締役社長。

## 人物
1964年生まれ。奈良県出身。
1986年4月、同志社大学工学部機械工学科卒業後、リクルートに入社。
リクルートにて、INS(情報ネットワーク)事業部に配属後、MS（マーケティングシステム)事業部長を経て、旅行EC会社株式会社リクルートイサイズトラベル代表取締役社長に就任。ビジネスモデルを転換し黒字化（現AB-ROAD.net、じゃらんnet）。
その後、再びリクルートにて、タウンワークの責任者としてエグゼクティブプロデューサー及びリクルートHRマーケティングの複数部署のエグゼクティブマネジャーを兼任。売上規模1位の求人メディアへと育成する。
（当時最年少で、課長、部長、事業部長、関連会社の社長へと昇進した後、赤字事業であったタウンワークの責任者として事業を再構築し、リクルートグループで最大売上のメディアへと育成）

2006年4月、株式会社マクロミル［東証1部ｺｰﾄﾞ3730（当時）］へ入社。同年9月代表取締役社長就任。
ネットリサーチにおいて業界首位、総合調査会社としても売上規模で業界7位、5位、3位（利益規模で2位。調査件数で1位）と、毎年ポジションを上昇させ、新規事業及び海外子会社の立ち上げを行いながら過去最も高い売上更新の形で、社長を降り、創業者へバトンを戻す（2009年7月1日付）。

2009年9月　マクロミルの経営から離れ、事業成長支援会社ヴァリューズを起業。マーケティングとIT最先端技術を駆使し、新たな市場価値の創造をサポートする企業として、ネットビジネス支援を軸に独自のビッグデータ基盤を構築し事業展開中。
2015年9月　ヴァリューズの代表として、経済産業省の中に設置された「クレジットカード産業とビッグデータに関するスタディグループ」の委員に就任。
http://www.meti.go.jp/press/2015/09/20150930001/20150930001.html
https://www.meti.go.jp/committee/kenkyukai/shoryu/credit_carddata/pdf/001_03_00.pdf

## 講演
【主な講演実績】
◇プロデュース・テクノロジー開発センターにて講演（2013年6月）
同志社大学が平成16年度の文部科学省現代的教育ニーズ取組支援プログラム（現代GP）に採択された『プロジェクト主義教育による人材育成「プロ デュース・テクノロジ－」の創成』における取組成果の定着化と社会への還元をはかるために、特定非営利活動法人（NPO）「プロデュース・テクノロジー開発センター」が設立された。
- -イベントスケジュール-特定非営利活動法人　プロデュース・テクノロジー開発センター

◇同志社大学　「プロデュース学　概論（京田辺と今出川キャンパスの2元中継）」にて
「事業を成功させるプロデュース力とは」をテーマに毎年講演（2014年1月～2019年まで）
◇公益社団法人関西文化学術研究都市推進機構にて「事業を成功させるプロデュース力　～ビッデータビジネスの最前線～」を講演（2017年10月)
http://keihanna-rc.jp/cms/wp-content/uploads/2017/09/7a6be7149e7bbffc4f146b4181b9c3ad-1.pdf
◇大阪大学　産学共創本部　Innovatores’　Clubにて講演（2018年11月）
https://www.uic.osaka-u.ac.jp/event/3430/
◇一橋大学ビジネススクール主催（経済産業省後援）DXF2019（Digital Transformation Forum2019）にて講演(2019年11月）
https://www.facebook.com/photo?fbid=2509950775724813&set=a.241114925941754
◇日本経済新聞社主催　「withコロナのDX推進と消費者行動を捉えたマーケティングとは」を講演（2020年7月）
https://www.valuesccg.com/news/20200714-1672/

## 書籍・インタビュー

### 書籍
- 企業診断「挑戦する経営者」同友館発行（2014年1月）参照[1]
- 「リクルート・イズム　～イノベーションを起こした２５人の軌跡～」経済界特別編集発行（2014年12月）参照[2]

### ウェブ
- 「【ｅMark＋】がマーケティングを変える」NewsPicks（2019年3月）[3]